# Rendsburger Hochbrücke
Die Rendsburger Hochbrücke ist eine zwischen 1911 und 1913 erbaute Stahlkonstruktion in Rendsburg (Schleswig-Holstein). Sie überspannt den Nord-Ostsee-Kanal und dient als Eisenbahnbrücke, außerdem trägt sie eine angehängte Schwebefähre für den Fußgänger- und Fahrzeugverkehr. Sie ist Wahrzeichen der Stadt Rendsburg und eines der bedeutenden Technikdenkmäler in Deutschland. Am 22. September 2013 wurde sie von der Bundesingenieurkammer als Historisches Wahrzeichen der Ingenieurbaukunst in Deutschland ausgezeichnet. Direkt unter der Brücke befindet sich die Schiffsbegrüßungsanlage Rendsburg. Die Brücke war 99 Jahre lang die längste Eisenbahnbrücke in Deutschland.

## Geschichte

### Vorgeschichte und Planung
Ursprünglich wurde der Nord-Ostsee-Kanal (damals Kaiser-Wilhelm-Kanal) durch Drehbrücken überspannt. Wegen der militärischen Bedeutung der Bahnlinie wurde nicht eine Drehbrücke gebaut, sondern derer gleich zwei, die beide eingleisig waren und rund 700 Meter auseinander lagen. Sie besaßen Zwischengleise, damit der Verkehr beim Ausfall einer Brücke in beide Richtungen aufrechterhalten werden konnte. 1907 wurde tatsächlich durch eine Kollision die westliche Drehbrücke beschädigt und für einige Zeit unbenutzbar. Im Zuge der Verbreiterung und Vertiefung des Kanals ab 1907 wurden diese Drehbrücken auch an anderen Stellen (bei Hochdonn, Grünenthal und Levensau) durch Hochbrücken aus Stahlgitter ersetzt. Dies geschah nicht zuletzt vor dem Hintergrund einer ins Kalkül gezogenen militärischen Landung Großbritanniens in Norddeutschland oder Dänemark. Militärstrategisch sollten leistungsfähigere Hochbrücken den schnelleren Transport deutscher Truppen zur Abwehr dieser Operation ermöglichen. Aber auch die immer bedeutendere Rolle der Eisenbahnstrecke als damals wichtigster Verbindung nach Dänemark und Schweden beeinflusste die Entscheidung.
Als die ersten Pläne für den Bau einer Eisenbahnhochbrücke in Rendsburg bekannt wurden, reagierte die Bürgerschaft eher skeptisch. Sie befürchtete „ungeheure Stahlgerüste“ und ein „Monstrum“, das das Stadtbild störe. Der Magistrat der Stadt teilte dem Reichsamt des Innern mit, dass er die Hochbrücke „als einen Vorteil für die Stadt nicht ansehen“ könne. Ebenso stieß die geplante Verteuerung der Personen- und Frachttarife aufgrund der Schleife bei der Rendsburger und Büdelsdorfer Geschäftswelt aufgrund befürchteter Umsatzverluste auf Kritik.
Letztendlich lenkten die Bahn- und die Kanalbauverwaltung in vielen Punkten ein und übernahmen die Mehrkosten des Projektes. Anstatt eines geplanten Bahndammes wurde ein Viadukt zur Heranführung der Gleise an die Hochbrücke gebaut. Kompromisse wurden bei den Tarifen eingegangen, indem eine Staffelung vorgeschlagen wurde, bei der erst bei einer Entfernung von über 100 Kilometern eine Verteuerung griff.
Wie im Rendsburger Wochenblatt am 28. Mai 1911 vermeldet wurde, seien die Dortmunder Brückenbau-Anstalt C. H. Jucho sowie die Gutehoffnungshütte in Aussicht genommen worden. Sie verfügte bereits über Erfahrungen beim Bau der Hochbrücke in Holtenau.
Da der Bahnhof Rendsburg nur knapp einen Kilometer vom Kanal entfernt liegt, war die Eisenbahnverwaltung vor eine kostspielige und technisch schwierige Herausforderung gestellt. Nördlich des Kanals wurde vom Bahnhof bis zum Obereiderbecken der Bahnkörper um 4 1⁄2 Meter höher gelegt und ein ellipsenförmiger Schleifendamm, die sogenannte Rendsburger Schleife, errichtet. Südlich des Kanals wurden der Bahnhof Osterrönfeld sowie die Bahnstrecken nach Neumünster und nach Kiel verlegt.

### Bau der Brücke
Erstellt wurde die Brücke von rund 350 Arbeitern; die Leitung hatte der Ingenieur Friedrich Voß inne. Zusammengefügt wurden 17.740 Tonnen Stahl mit 3,2 Millionen „aus bestem Siemens-Martin-Eisen hergestellten“ Nieten. Die Brücke war damit die schwerste Stahlkonstruktion der Welt (für den Eiffelturm wurden lediglich 7.300 Tonnen Stahl verbaut).
Errichtet wurden zunächst an beiden Seiten des Kanals die Rampen als Erddamm und Stahl-Viadukt-Konstruktion. Danach wurde die Hauptbrücke im Freivorbau errichtet.
Der Bau kostete 13,4 Millionen Goldmark, was nach heutiger Währung inflationsbereinigt 88,1 Millionen Euro entspräche. Sieben Arbeiter starben bei der Montage.

### Historische Bilder

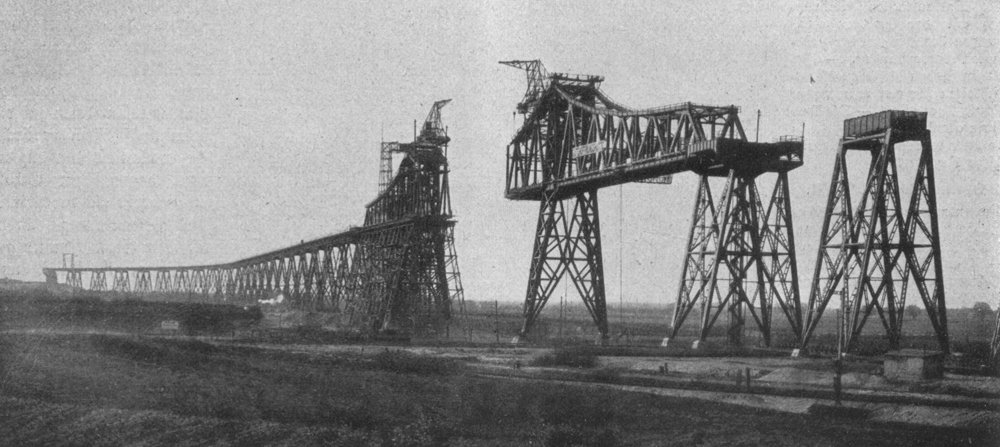
Die Brücke im Frühjahr 1913 in Bau
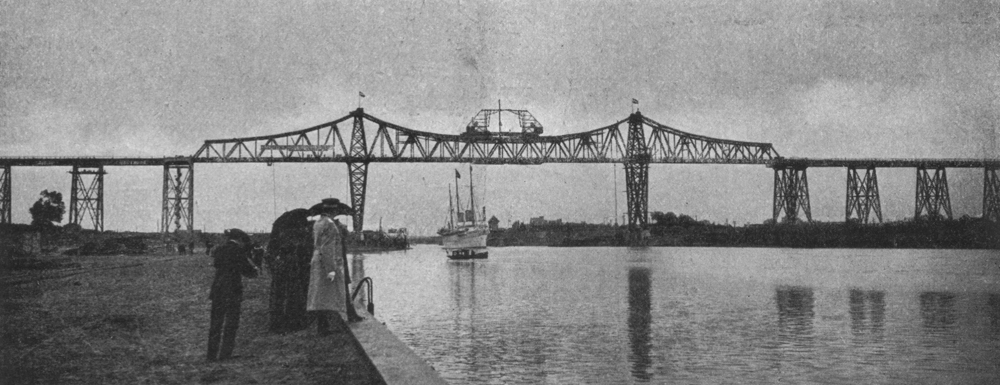
Brücke wenige Wochen vor ihrer Fertigstellung
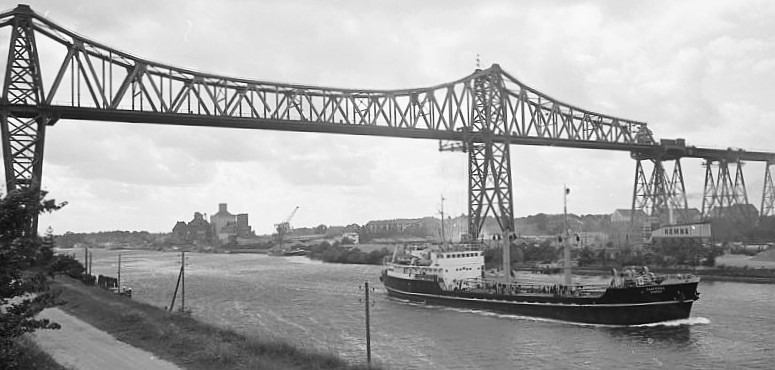
Die Brücke 1961
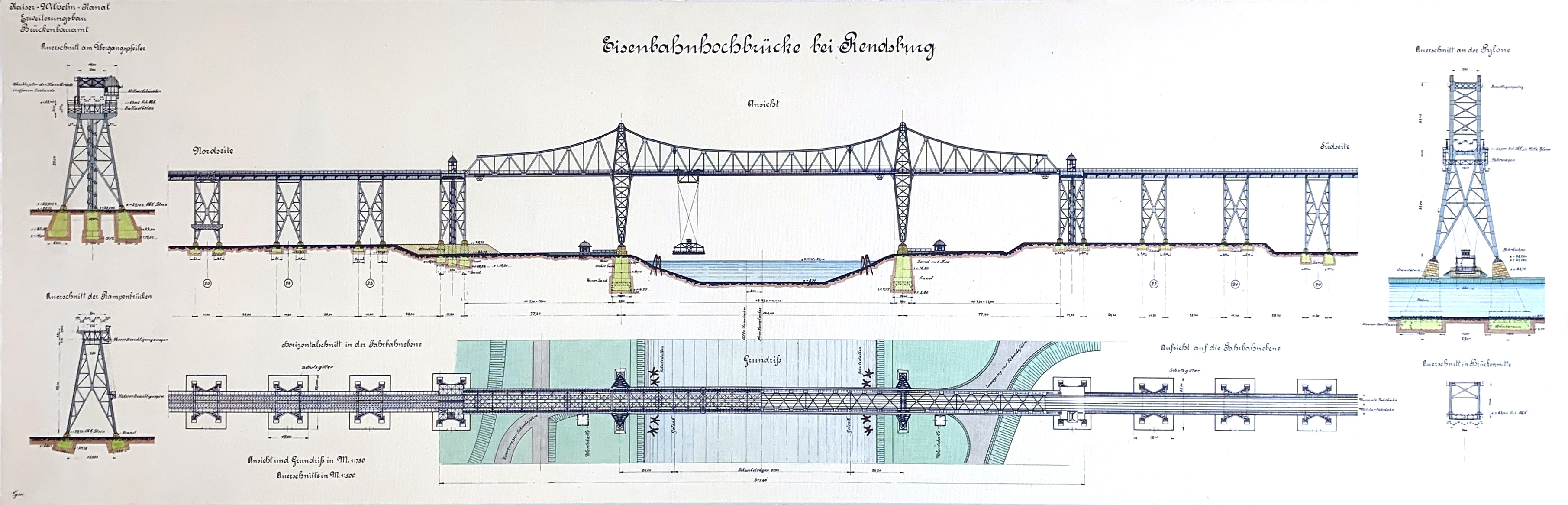
Faksimile einer technischen Zeichnung

### Betrieb der Brücke
Die Brücke wurde am 1. Oktober 1913 eröffnet.
Um während des Zweiten Weltkrieges die Hochbrücke vor eventuellen feindlichen Angriffen zu verteidigen, besetzte die Wehrmacht sie mit Soldaten und installierte auf dem Südpylon Flakgeschütze und auf dem Nordpylon einen Flakscheinwerfer.

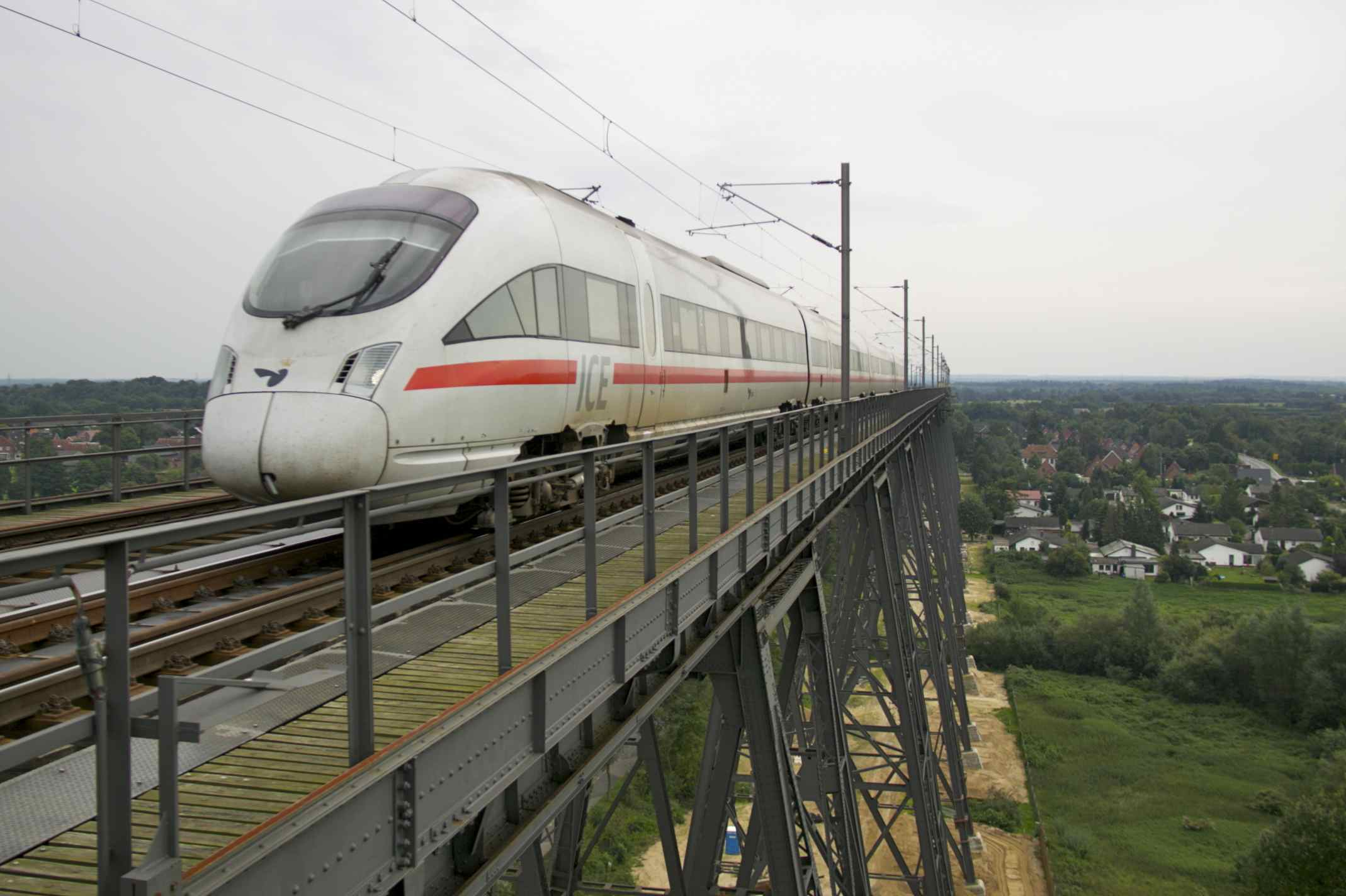
ICE der BR 605 auf der Hochbrücke

Die Bahnstrecke wurde 1995 elektrifiziert. Aus statischen Gründen wurde zunächst nur das östliche Gleis elektrifiziert, das westliche außer Betrieb genommen.
Von 1993 bis 2014 wurde die Brücke einer Grundinstandsetzung und Verstärkung unterzogen. Hierbei wurden der Verstärkung dienende Stahlteile eingefügt und der Korrosionsschutz vollständig erneuert. Die Nieten wurden durch Schraubverbindungen ersetzt. Die Fundamente der gesamten Brücke wurden verstärkt. Die Hochbrücke sowie beide Rampenbrücken wurden so für die Streckenklasse D4 eingleisig (22,5 t Radsatzlast und 8,0 t Meterlast) und die Streckenklasse D2 zweigleisig (22,5 t Radsatzlast und 6,4 t Meterlast) ausgelegt. So kann die Hochbrücke an der wichtigen Bahnstrecke Deutschland–Skandinavien von schwereren Güterzügen befahren werden. Während der gesamten Bauzeit stand auf der Brücke nur ein Gleis für den Bahnverkehr zur Verfügung. Die Arbeiten konnten am 14. Dezember 2014 abgeschlossen werden und die Brücke ist wieder zweigleisig befahrbar. Die Sanierung war mit rund 170 Mio. Euro veranschlagt worden, was heute inflationsbereinigt 216 Mio. Euro entspräche.

## Konstruktion

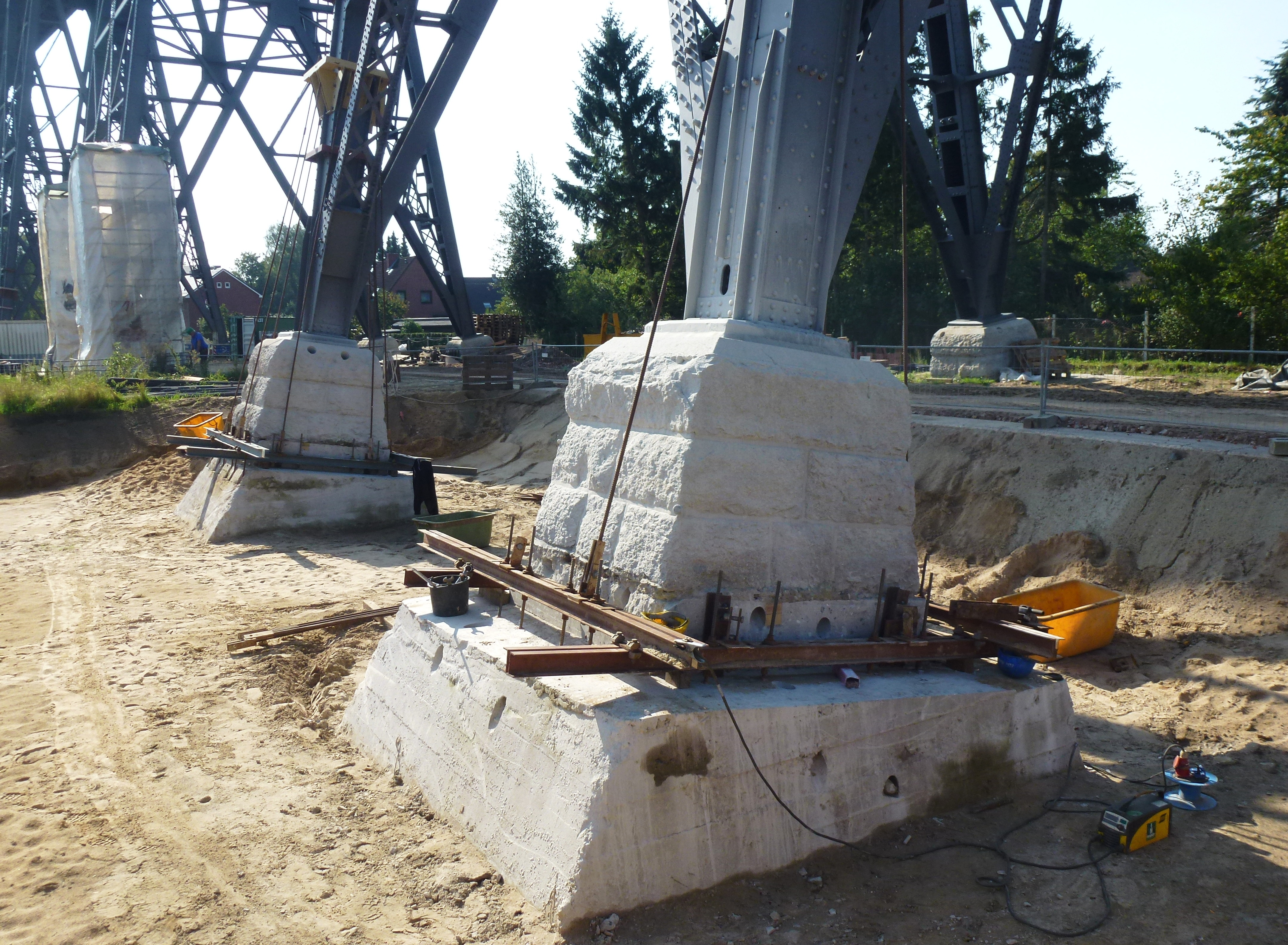
Brückenfundamente, 2014

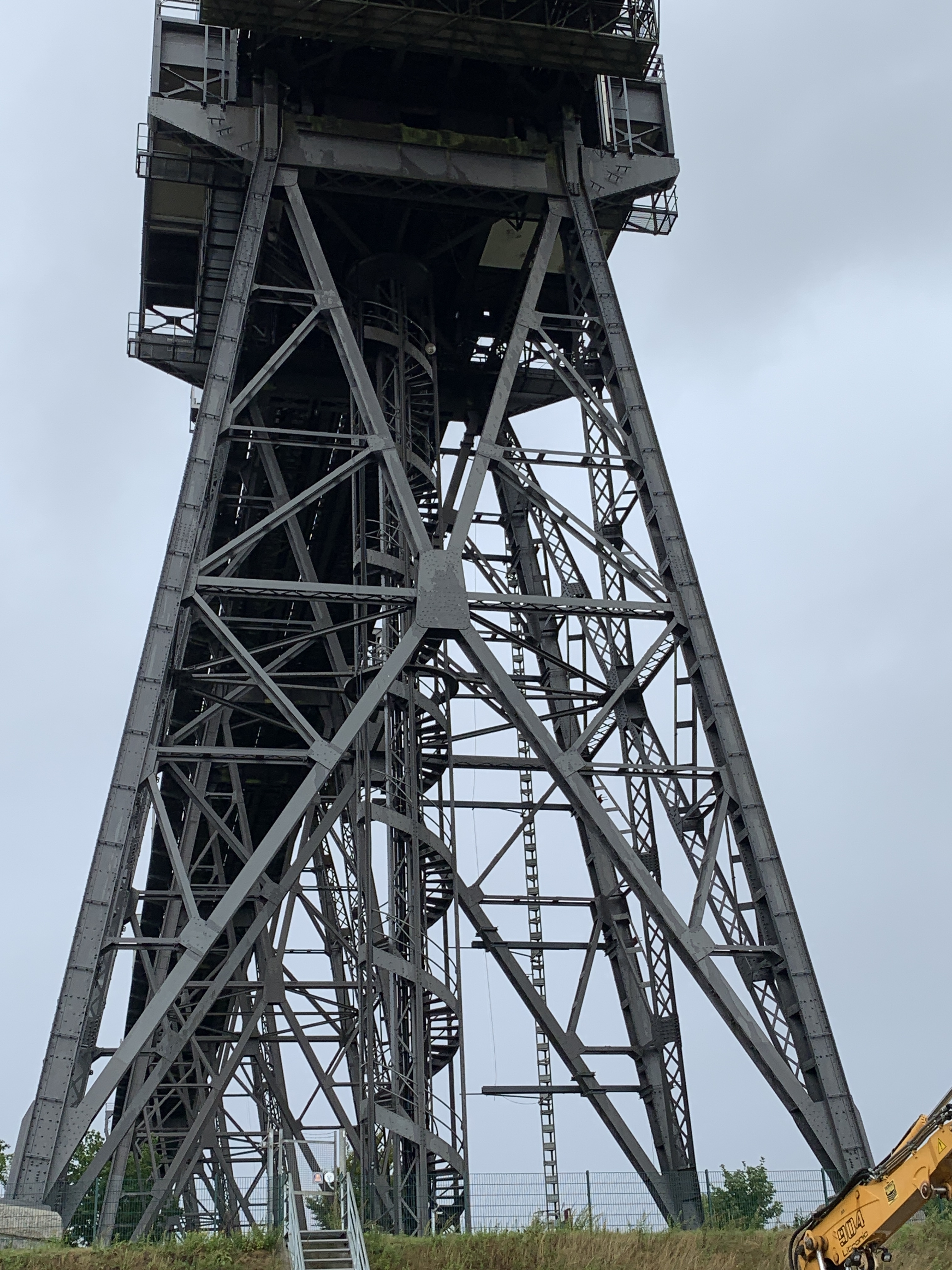
Nördlicher Pfeiler mit Wendeltreppe

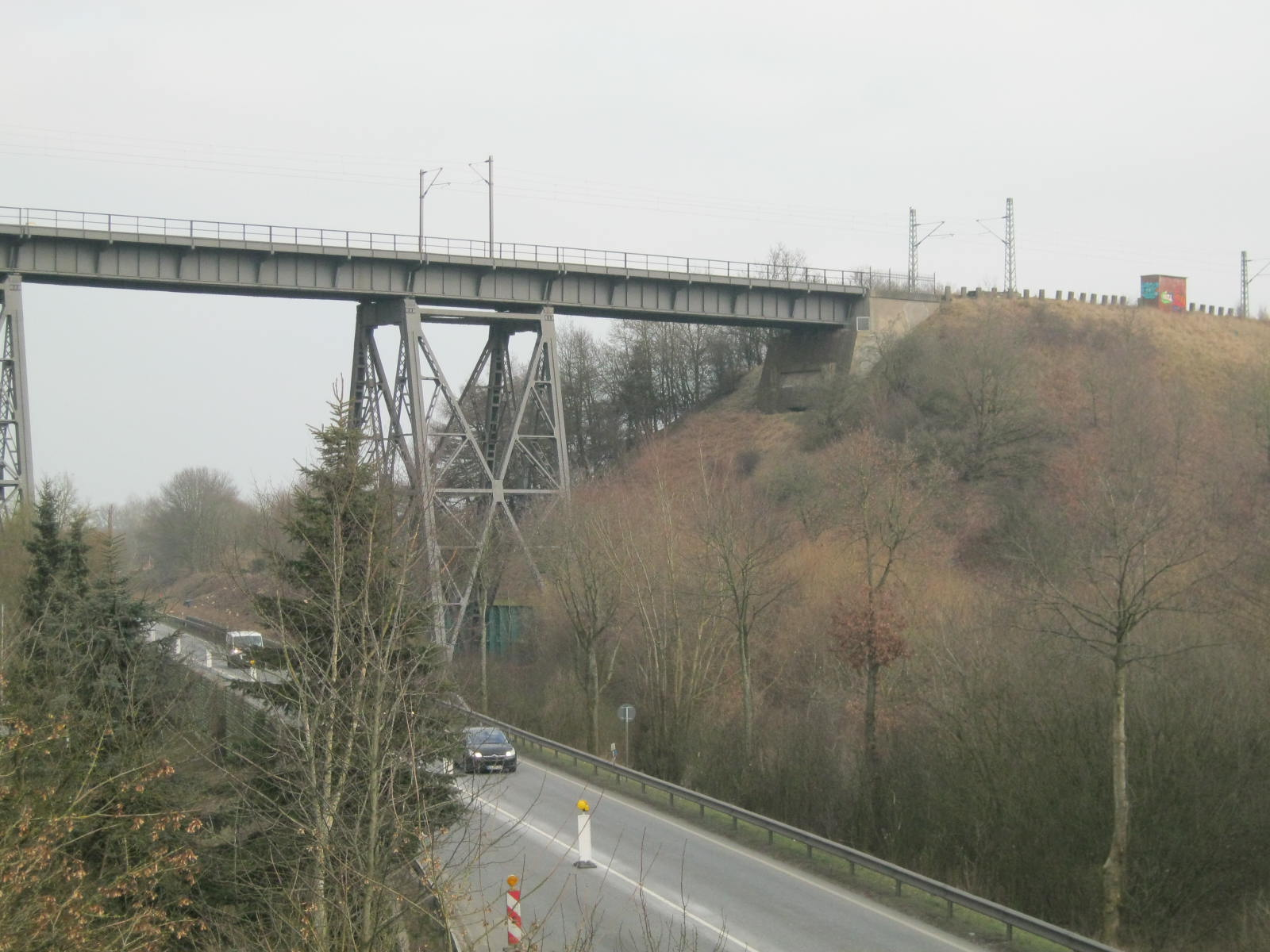
Ende der südlichen Rampe, Übergang zur Hochbrücke in Osterrönfeld, 2017

Die Rendsburger Hochbrücke misst zusammen mit ihren beiden Auffahrtrampen 7,5 km. Die eigentliche stählerne Brückenkonstruktion hat eine Länge von 2486 m, wobei die Hauptbrücke bei einer Gesamtlänge von 317 m den Kanal mit einer lichten Höhe von 42 m und einer Stützweite von 140 m überspannt.
Die Rampenbrücken stehen auf insgesamt 51 rechteckigen Gerüstpfeilern. Die Auffahrtrampen weisen enge Kurvenradien auf. Unmittelbar hinter der nördlichen Rampe befindet sich der Bahnhof von Rendsburg. Anfangs war vorgesehen, das westliche Gleis als Militärfahrbahn zu nutzen. Die Zufahrtsrampen zu den Enden der stählernen Brücke existieren bis heute.
Die Schienen der beiden Streckengleise auf der Brücke sind durchgehend verschweißt. Der Gleismittenabstand beträgt 3,5 m. Die aus Eichenholz gefertigten Brückenbalken sind mit der Brücke über eine verschweißte Zentrierleiste verbunden. Die Anfahr- und Bremslasten werden durch die Pylone in die Fundamente abgeleitet.
Im als Damm ausgeführten Teil der Nordschleife befinden sich vier Backstein-Viadukte, die seit 2014 ebenfalls unter Denkmalschutz stehen.
Die Brückenkonstruktion wird vom Wasserstraßen- und Schifffahrtsamt Nord-Ostsee-Kanal unterhalten. Der Oberbau gehört zur DB Netz.
Aussichtsplattform
Auf beiden Seiten des Mittelteils befanden sich zwei Brückenhäuschen. Das südliche wurde 1981, das nördliche 1989 wegen Baufälligkeit entfernt. Anstelle des südlichen Häuschens wurde eine Aussichtsplattform errichtet, die über eine Wendeltreppe erreichbar ist und an Wochenenden mit Führung bestiegen werden kann.

## Eisenbahnverkehr über die Brücke

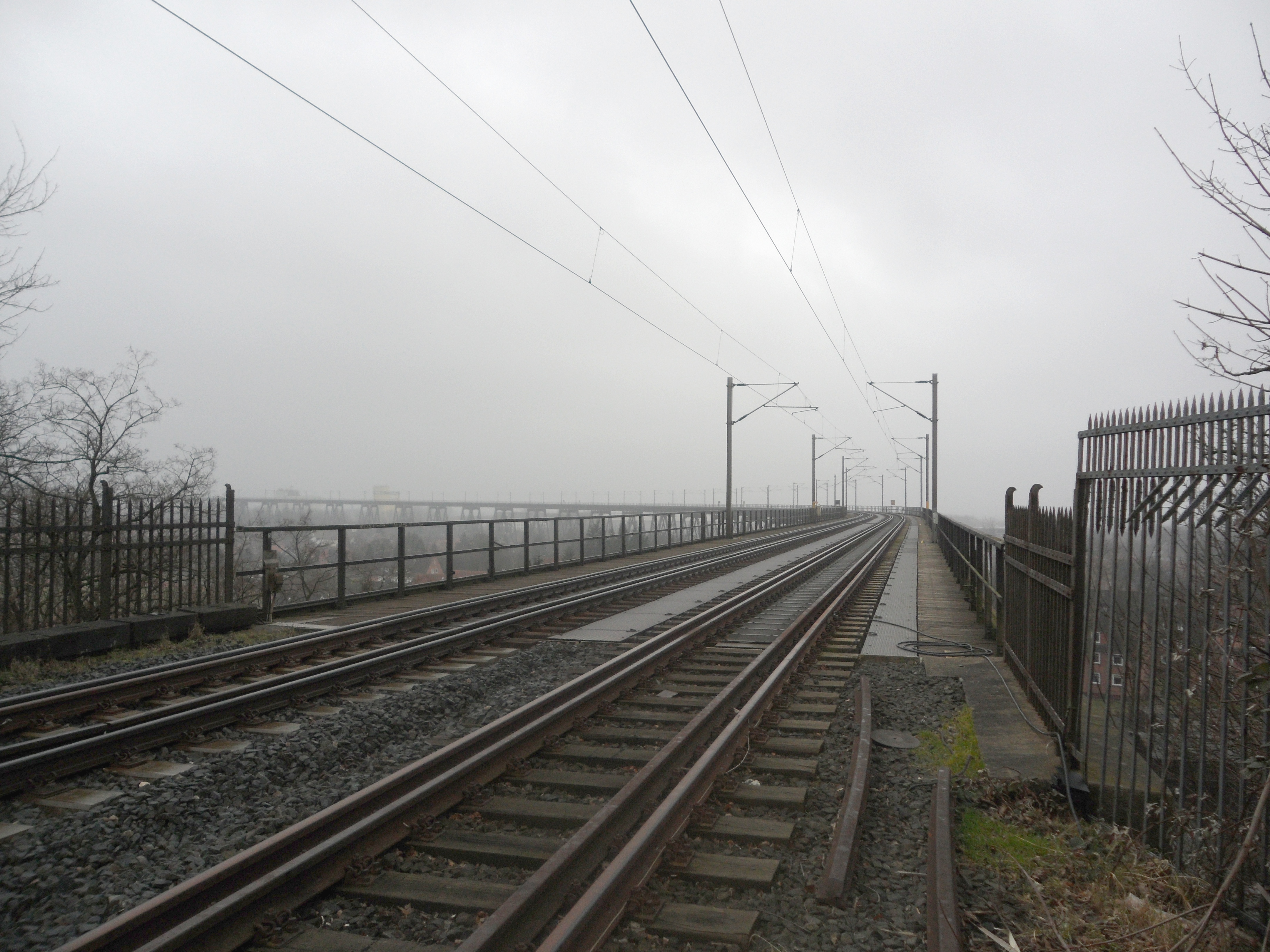
Gleisfeld der Brücke von Norden

Die Brücke ist Teil der Eisenbahnstrecke Neumünster–Flensburg–Fredericia und damit wichtiger schienengebundener Verkehrsweg nach Skandinavien auf der Jütlandlinie.
Der Bahnhof Rendsburg war schon vor dem Bau des Kanals vorhanden; er liegt in nur 600 Meter Entfernung vom Kanalufer. Die Durchfahrtshöhe über dem Kanal konnte auf direktem Wege vom Rendsburger Bahnhof nicht erreicht werden. Die dafür erforderliche, etwa 4 1⁄2 km lange Rampe wurde als streckenverlängernde Rendsburger Schleife um den von ihr umschlossenen und nach ihr benannten Stadtteil Schleife mit einer mittleren Steigung von zirka 12 ‰ gebaut. Diese technische Lösung, die in bergigem Gelände geläufig ist (vgl. z. B. den Kreisviadukt von Brusio der Berninabahn in der Schweiz), wurde hier erstmals in der Ebene angewandt.
Auf der südlichen Kanalseite wurde der auf Kanalniveau liegende Bahnhof Osterrönfeld aufgegeben und auf der Rampe zur Brücke ein neuer Bahnhof errichtet. Im Mai 1962 wurde der Personenverkehrshalt dort eingestellt.

## Schwebefähre unter der Brücke

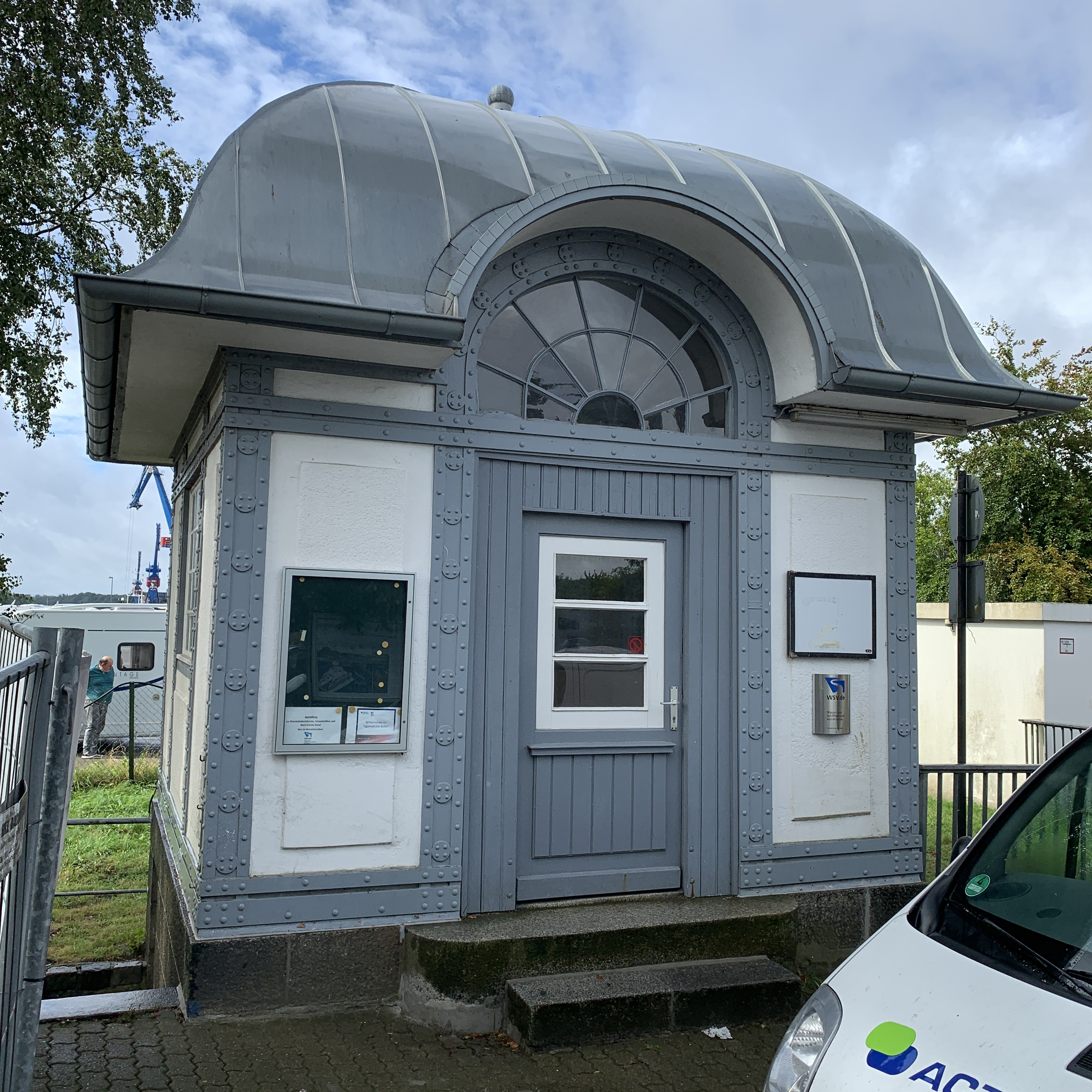
Wartehäuschen auf der Nordseite des Kanals

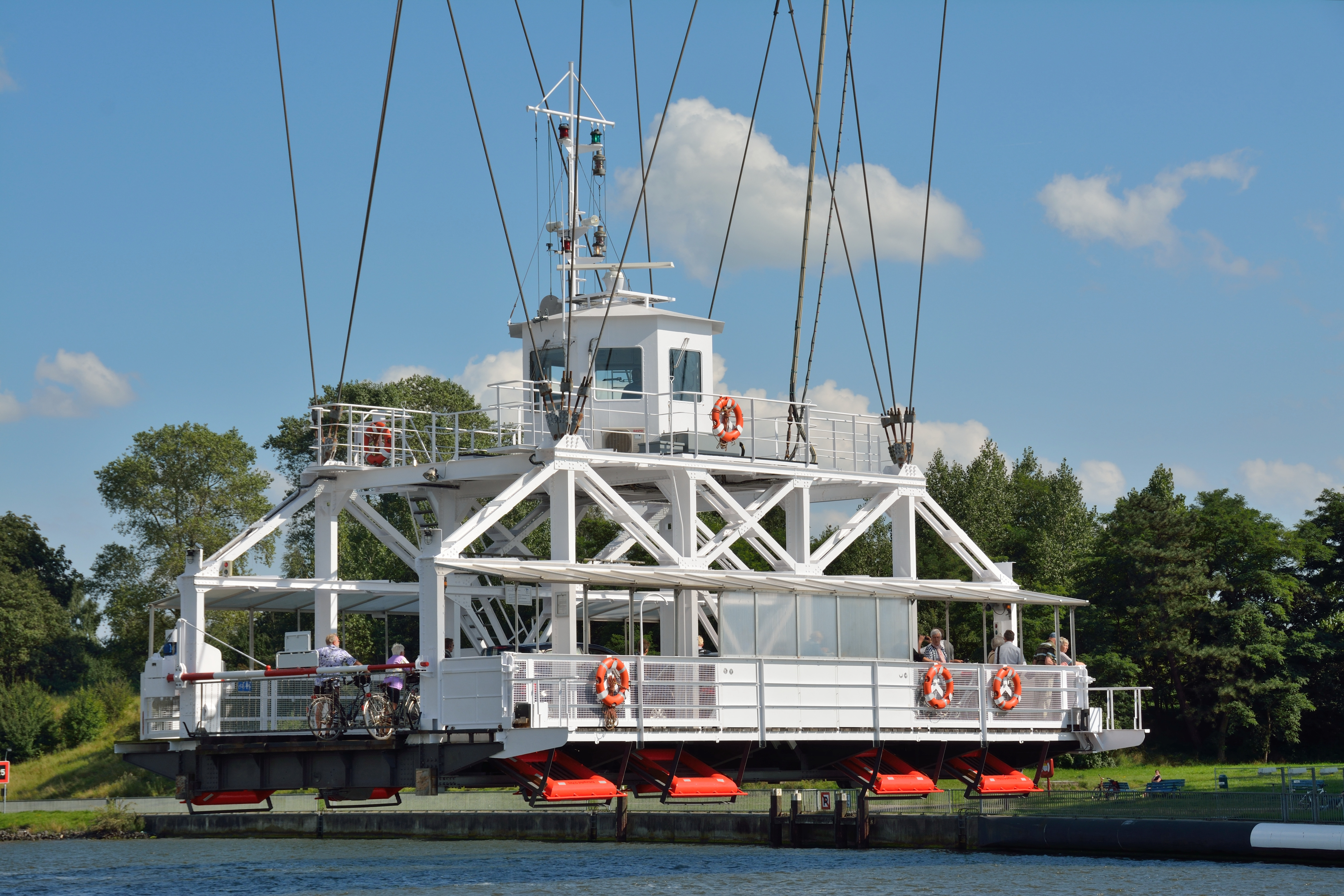
Schwebefähre über dem Kanal (2013)

### Funktion der Schwebefähre
Die Schwebefähre verbindet die Gemeinde Osterrönfeld mit der Stadt Rendsburg und befördert pro Fahrt bis zu vier Fahrzeuge und 100 Fußgänger bzw. Radfahrer. Sie benötigt knapp zwei Minuten für eine Überfahrt. Seit ihrer Eröffnung am 2. Dezember 1913 gilt der gleiche Fahrplan: von 5 Uhr bis 23 Uhr (im Winter nur bis 22 Uhr) wird viertelstündlich gefahren. Da der Schiffsverkehr auf dem Kanal Vorrang hat, kann es zu außerplanmäßigen Wartezeiten kommen. Das Übersetzen mit der Schwebefähre über die Bundeswasserstraße ist wie bei den übrigen Kanalfähren unentgeltlich. Mitte der 2010er Jahre wurden über diesen Weg täglich durchschnittlich 520 Fahrzeuge und 1700 Personen übergesetzt.
Die Rendsburger Schwebefähre ist eine von nur acht weltweit in Betrieb befindlichen Schwebefähren und hängt als einzige unter einer Verkehrsbrücke. Sie steht wie die gesamte Eisenbahnhochbrücke unter Denkmalschutz.

### Historische Schwebefähre
Die historische Schwebefähre von 1913 verband die beiden Kanalufer fast 103 Jahre, bis sie im Jahr 2016 bei einer Kollision so schwer beschädigt wurde, dass Weiterbetrieb nicht mehr möglich war. Als Verkehrsmittel wurde die historische Fähre 2022 durch einen Neubau mit demselben Erscheinungsbild ersetzt. Nachdem eine Verschrottung des Wracks immer wahrscheinlicher wurde, kaufte der Geschäftsmann Martin Sick im Sommer 2024 die kollidierte Schwebefähre, um sie zu erhalten. Sie wurde über einen Ponton an den Rendsburger Kreishafen verbracht und dort in Kooperation mit regionalen Betrieben aufgearbeitet. Seit dem SH Netz Cup im August 2025 gibt es auf der historischen Schwebefähre einen gastronomischen Betrieb mit Blick auf die Rendsburger Hochbrücke sowie kleinere Kulturveranstaltungen.

### Neue Schwebefähre
Die neue Schwebefähre wurde am 4. März 2022 offiziell in Betrieb genommen. Sie ist 15,5 Meter lang und 10 Meter breit, hat ein Eigengewicht von 45 Tonnen und bietet Platz für 100 Fußgänger. Als Ladung sind maximal 15 Tonnen, verteilt auf bis zu vier Fahrzeuge (davon eines mit einem Gewicht von bis zu 7,5 t), zulässig. Die Gondel hängt an zwölf Seilen unter einer Stahlkonstruktion, die den Untergurt der Brücke U-förmig umfasst und mit insgesamt acht Rädern auf zwei Schienen rechts und links des Brückenträgers läuft. Vier Elektromotoren mit je 30 kW Leistung treiben die Räder an. Die Inbetriebnahme des Neubaus mit neuer und moderner Technik ging mit einigen technischen Problemen einher. Seit März 2025 ist die Fähre aufgrund notwendiger Reparaturarbeiten erneut für mehrere Monate geschlossen.

### Unfallhistorie

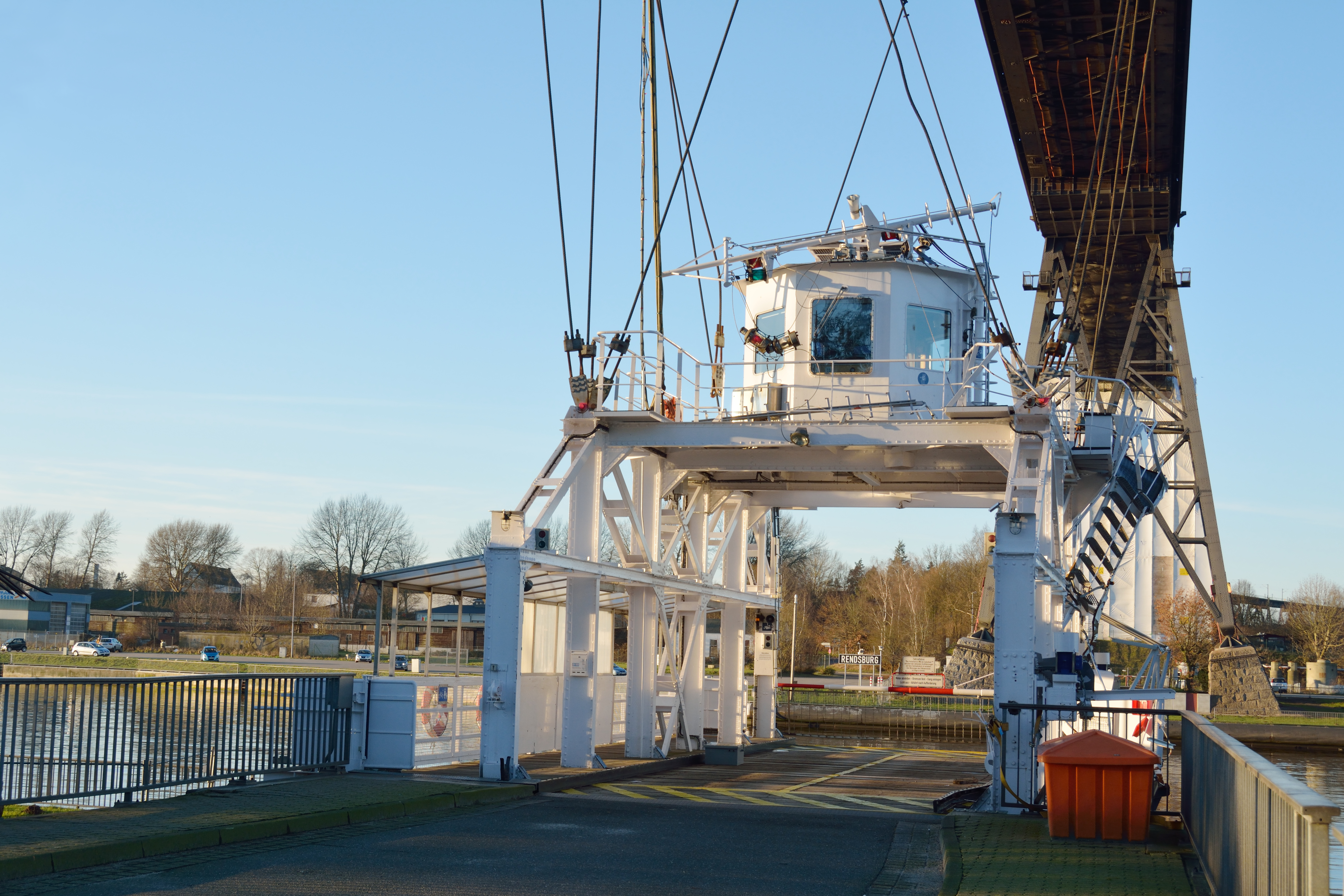
Die beschädigte Fähre im Februar 2016

Während eines Sturms in der Nacht des 13. Januar 1993 lösten sich während der nächtlichen Betriebspause die Bremsen der Schwebefähre, so dass diese vom Wind getrieben über den Kanal rollte und mit dem niederländischen Küstenmotorschiff Linda Maraike kollidierte. Es entstand nur geringer Sachschaden.
Am 8. Januar 2016 gegen 6:40 Uhr kollidierte die Fähre mit dem Frachtschiff Evert Prahm, wobei zwei Personen (der Fährmann und der einzige Fahrgast) verletzt wurden und zwei von zwölf Tragseilen rissen. Dabei wurde die Fährgondel schwer beschädigt. Ab dem 18. März 2016 wurde die Schwebefähre von der Eisenbahnhochbrücke demontiert und zum Bauhof Rendsburg des Wasserstraßen- und Schifffahrtsamtes Nord-Ostsee-Kanal gebracht.
Am 28. Juni 2016 wurde bekannt, dass die Fähre nicht zu reparieren sei und durch einen Neubau ersetzt werden soll. Die Ausschreibung für den Neubau wurde am 6. Juni 2017 veröffentlicht. Der Neubau sollte in zwei Schritten ablaufen, zunächst die Aufhängung mit dem Antrieb, anschließend die Fährgondel. Als Bauzeit wurde von eineinhalb bis zwei Jahren ausgegangen. Der Auftrag zum Bau der neuen Fähre wurde im Dezember 2018 an die Hermann GmbH Maschinenbautechnologie erteilt. Einzelteile der Fähre wurden in Bayern gebaut und in Bremen zusammengesetzt. Auf einem Ponton wurde sie dann nach Rendsburg geschleppt.

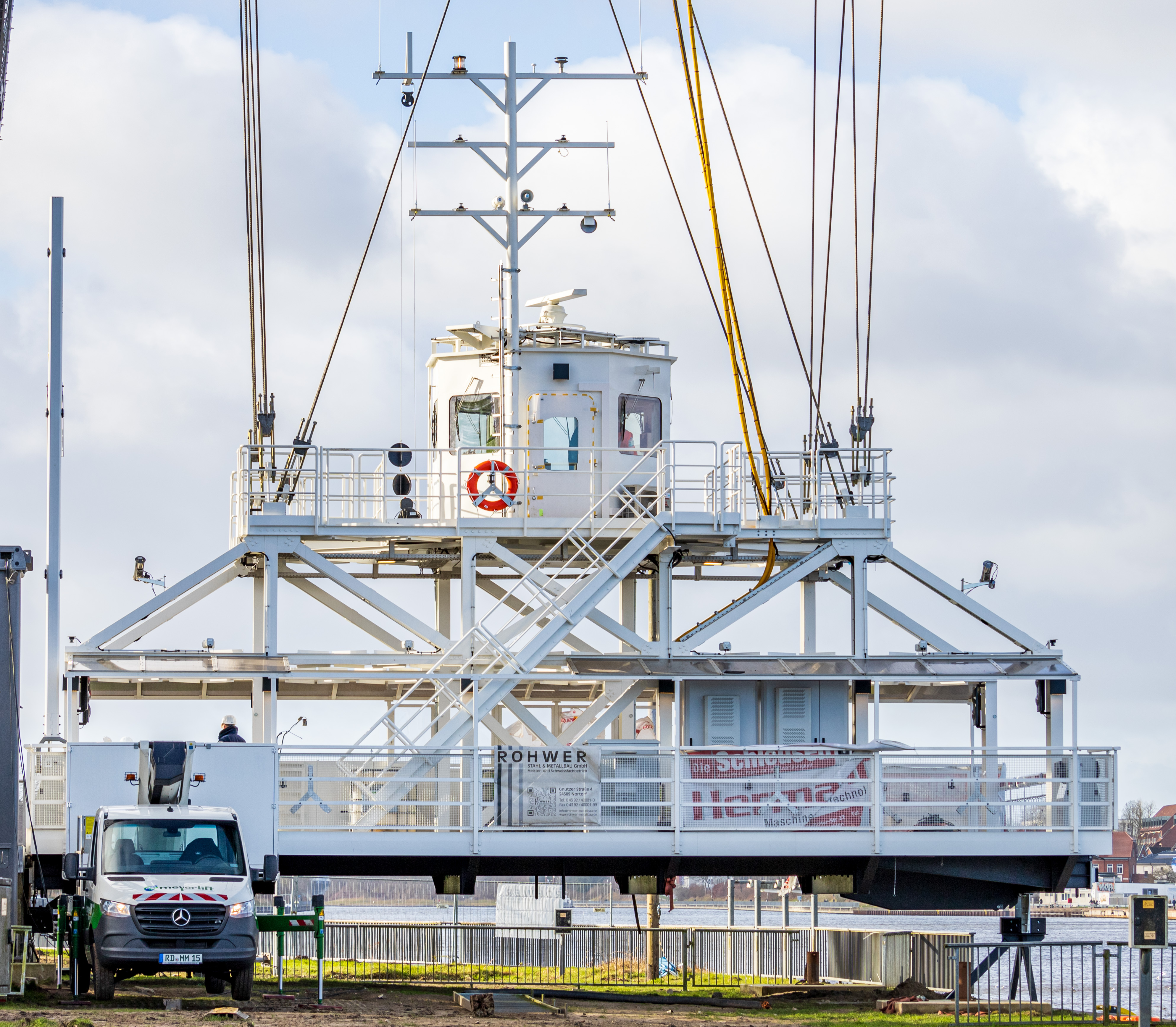
Die neue Rendsburger Schwebefähre (2022).

 Der Neubau entspricht dem Erscheinungsbild der alten Fährgondel; er begann im April 2020. Die Kosten wurden mit rund elf Millionen Euro angegeben. Die Inbetriebnahme der neuen Schwebefähre war zunächst für 2020 vorgesehen. Später wurde der Termin für die Inbetriebnahme mehrmals verschoben, bis am 18. November 2021 der erste Probelauf der neuen Fähre stattfinden konnte. Am 4. März 2022 ging die neue Schwebefähre in den regulären Betrieb.
Am 25. März 2020 wurde der Bericht der Bundesstelle für Seeunfalluntersuchung (BSU) veröffentlicht; er dient, wie alle Berichte der BSU, allein der Verhütung künftiger Unfälle und nicht der Feststellung des Verschuldens oder der Haftung. Darin werden unter anderem folgende Feststellungen getroffen:
- Trotz regelmäßig schwieriger Sichtverhältnisse bei Nacht waren auf der Schwebefähre außer einem Radargerät keine technischen Hilfsmittel wie AIS-Empfänger oder automatische Alarme vorhanden.
- Der Führer der Schwebefähre überprüfte vor Fahrtantritt nicht in geeigneter Weise die Verkehrssituation und übersah das Frachtschiff.
- Die Brückenwache des Frachtschiffs überschritt die zulässige Geschwindigkeit (ca. 8,8 statt erlaubter 8,1 Knoten bzw. 15 km/h), was jedoch keine Auswirkung auf den Zusammenstoß hatte.
- Das Frachtschiff unternahm ein „in der Kürze der Zeit einzig realistisches“ Notmanöver, welches jedoch ohne Aussicht auf Erfolg war; allein die Schwebefähre hätte einen wirksamen Nothalt ausführen können.
- Das Frachtschiff versäumte es, ein akustisches Warnsignal abzugeben, um den Führer der Schwebefähre auf die Kollisionsgefahr aufmerksam zu machen.
- Die (von der GDWS vertretene) rechtliche Einordnung der Schwebefähre als Wasserfahrzeug im Sinne der Kollisionsverhütungsregeln (KVR) sei unzutreffend; nach Auffassung der BSU könne sie somit nicht als „nicht freifahrende Fähre“ im Sinne der KVR gelten, sondern habe sich „vom durchgehenden Verkehr im NOK unter allen Umständen freizuhalten“.

## Zukunftsbetrachtungen
Die Rendsburger Hochbrücke wird in Zeiten schneller Züge als Verkehrshindernis angesehen. Die Fahrzeiten des ICE zwischen Hamburg und Flensburg gelten wegen der schleifenförmigen Überquerung des Kanals als zu langwierig. 2008 verfassten die Kreise Nordfriesland und Schleswig-Flensburg sowie die Stadt Flensburg daher eine gemeinsame Verkehrsresolution, in der ein Ersatz der Hochbrücke durch einen Tunnel gefordert wurde. Seitens des seinerzeitigen Landesverkehrsministers Dietrich Austermann wurde diesen Gremien jedoch die Sanierung der Hochbrücke bis 2014 entgegengesetzt. Damit werde diese mindestens  bis 2040 weiter in Funktion bleiben, was regionale Gremien der CDU kritisierten. Als Konsequenz wurde von ihnen in Anbetracht langer Planungszeiten eine Linienführungs- und Finanzierungsplanung bereits zum damaligen Zeitpunkt im Vorgriff auf 2040 eingefordert.

## Informatives

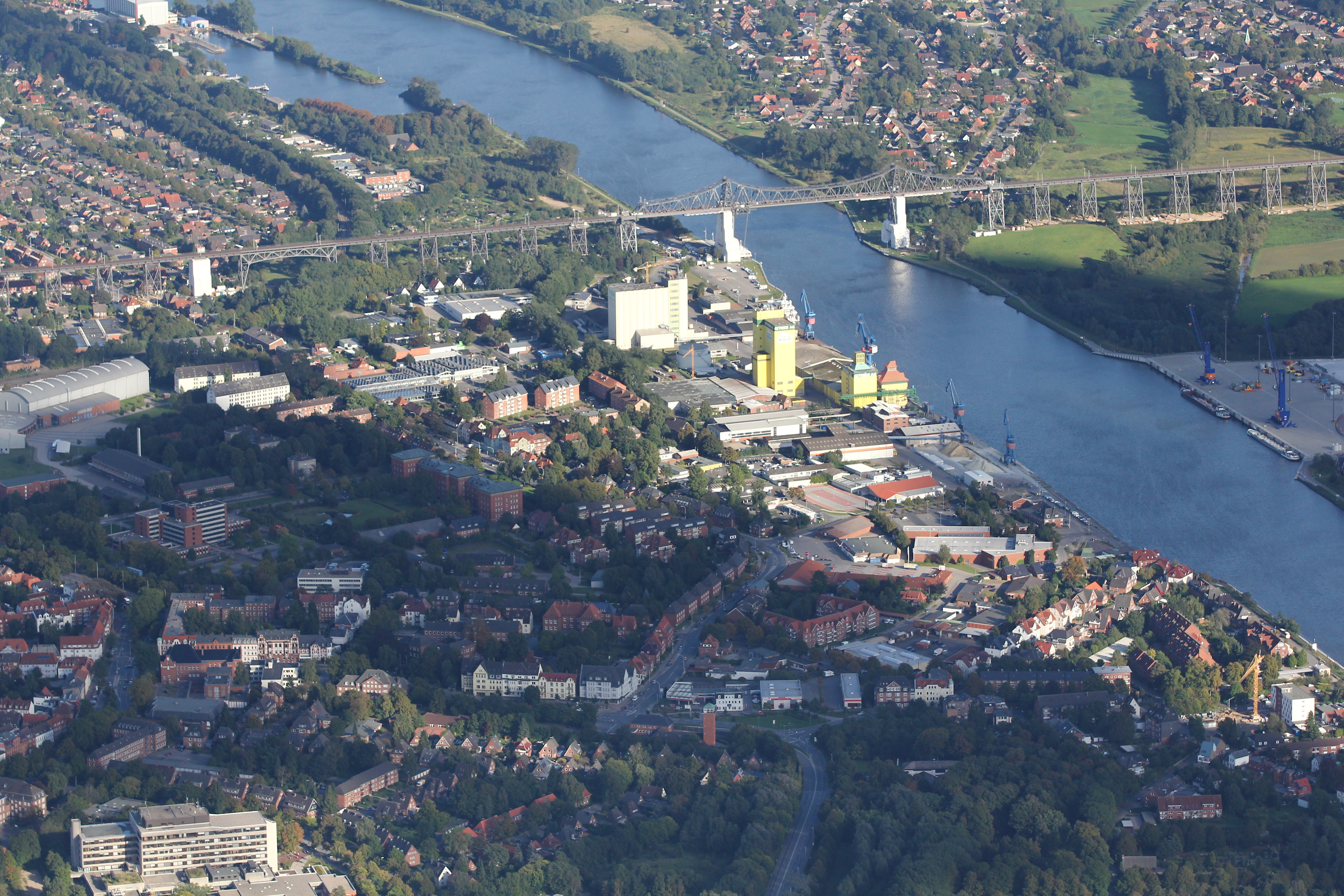
Luftbild mit Blick nach Osten

Die Rendsburger Hochbrücke wird in der autobiografischen Erzählung Alle Toten fliegen hoch: Amerika von Joachim Meyerhoff im Zusammenhang mit den Fäkalien, die jahrzehntelang aus den offenen Toiletten der Reisezugwagen auf die unter der Brücke gelegenen Grundstücke herabrieselten, erwähnt. Die Situation änderte sich erst ab dem Jahr 2000 infolge des „Fäkalienprozesses“, der von einem Anwohner der ebenfalls am Nord-Ostsee-Kanal gelegenen Hochbrücke Hochdonn gegen die Deutsche Bahn angestrengt worden war.